# .32-20 Winchester

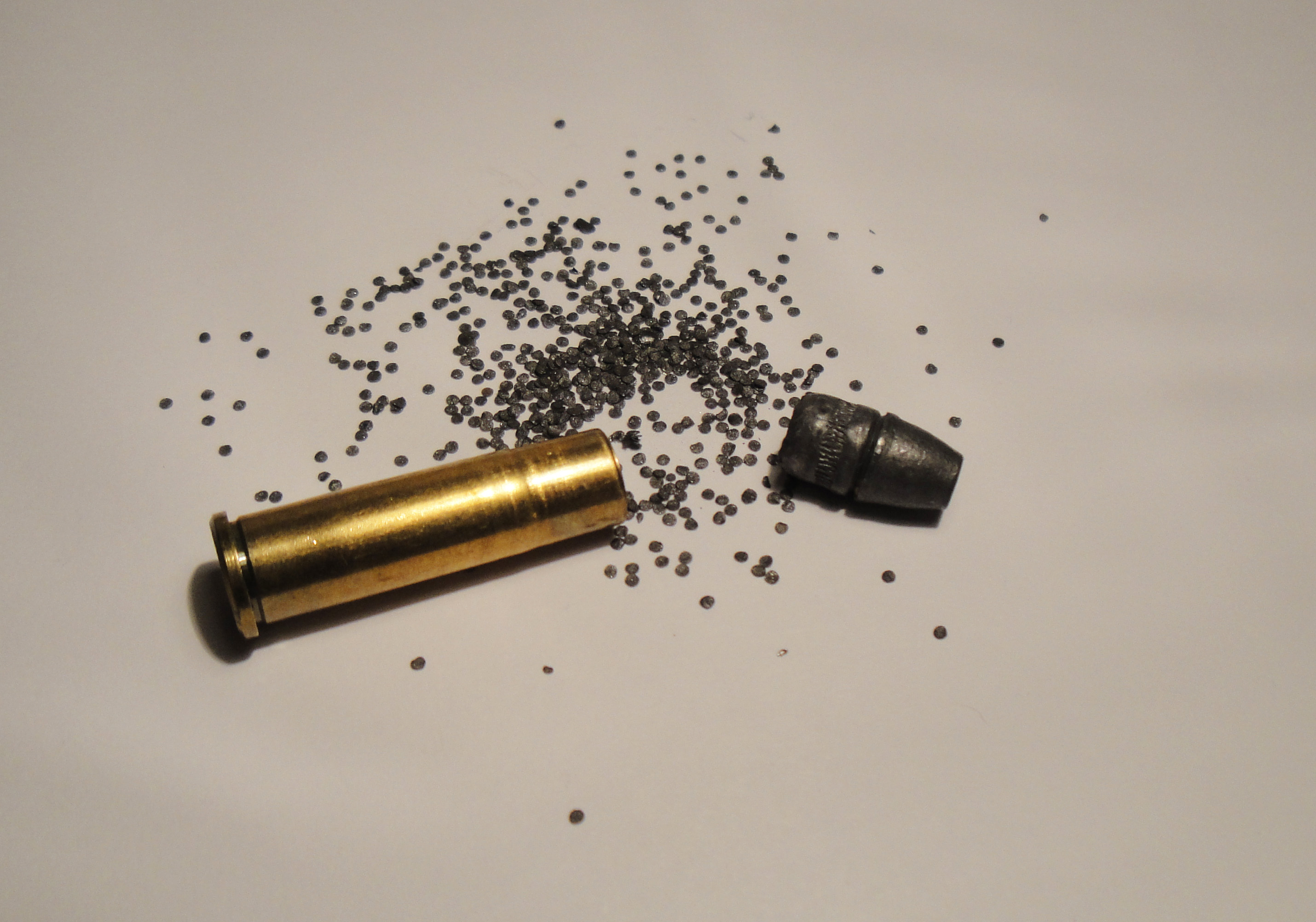
Розібраний набій.32-20 Winchester зі 100 грановою свинцевою кулею

.32-20 Winchester, також відомий як  .32 WCF (Winchester центрального запалення), був першим набоєм для важільних гвинтівок виробництва Winchester для полювання на малу дичину. Спочатку його представили під димний порох у 1882 році для полювання на малу дичину, вармінтингу та полювання на оленів. Через кілька років Кольт випустив револьвер одинарної дії під цей набій.
Назва .32-20 походить від кулі 32 калібру, яка є в діаметрі .312 дюйми (7,9 мм) та стандартного заряду димного пороху вагою 20 гран (1,3 г).

## Продуктивність
У минулому ці набої інколи використовували для полювання на оленів, а Вільям Лайман, конструктор гвинтівкових прицілів, казав про нього: "Для полювання на велику дичину, звісно, набій .32-20 W.C.F. малий, але на мою думку, він наближається до того, щоб бути універсальним патроном, ніж будь-який інший." Зараз багато хто вважає, що набій легкий і не дуже потужний для полювання на оленів, але підходить для полювання на малу дичину та силуетної стрільби. Він має добру репутацію за точність стрільби з гвинтівок, а також деяких пістолетів, які були розроблені під цей набій. Через невелику потужність, куля руйнує невелику кількість м'яса, що дозволяє полювати на невелику дичину на відстані у, приблизно, 100 метрів. Зараз набій визнано застарілим, оскільки стрільці використовують схожі, але більш потужні набої з різними зарядами. Потужність сучасних набоїв .32 H&amp;R Magnum та .327 Federal Magnum, дорівнює або перевищує набій .32-20 за потужністю.
Хоча набій недорогий для перезарядки, при перезаряджати набої треба обережно оскільки гільза має тонкі стінки. Енергія та рівень тиску при ручному заряджанні  визначають в залежності від міцності та стану зброї. Оскільки більшість зброї під цей набій є старою (наприклад, перші моделі гвинтівок Winchester Модель 73 та 92, а також старі револьвери Кольта та Smith & Wesson), заводські набої зазвичай мають знижений тиск, ніж можна досягти при ручному заряджанні. У більшості заводських набоїв швидкість та потужність становлять 1 200 фут/с (370 м/с) та 325 фут⋅фунтс (441 Дж) при вазі кулі 100-гранів (6,5 г) при стрільбі з гвинтівок з довжиною стволів від 18 до 20 дюймів. Робочі характеристики патрона, зазначені на бічній панелі, слід розглядати як максимально досяжні робочі характеристики, і навіть тоді використовувати тільки з сучасною зброєю, яка призначена для більш високого тиску. Заводські набої - і перезарядки, що імітують набої заводського типу - є безпечними максимальними зарядами для використання в більш старій зброї, яка призначена для цього набою, оскільки велика частина зброї розроблена під цей набій. Мало хто, якщо взагалі будь-які компанії, до цих пір випускає мисливську зброю цього калібру..

## Дочірні набої
Набій .25-20 Winchester є урізаною версією набою .32-20. Крім того набій .218 Bee був також створений на основі набою .32-20.
Набій .32-20 використовували для створення набоїв для револьвера Нагана M1895. Цього досягають видаляючи .01 дюйма з фланцю та калібруючи гільзу у спеціальній матриці (набір штампів Lee Nagant 3). Вироблені набої є функціональними та легко перезаряджаються; проте, гільза .32-20 не дає надійної обтюрації, оскільки довжина є недостатньою щоб виступати з барабана Нагана. Крім того набій можно використовувати для створення набоїв  8 мм French Ordnance для використання у револьвері Modèle 1892.
Зараз, набій .32-20 використовують та модифікують стрільці з Великої Британії та Австралії для створення набоїв .310 Cadet. Модифікації передбачають зменшення довжини та, в більшості випадків, зменшення товщини фланцю. Через те, що куля .310 ступінчата, товщина дульця не є проблемою, навіть після збільшення довжини до 27,3 мм. Більшість гвинтівок під набій .310 cadet потребують зменшення фланця на гільзі .32-20 з 1,7 мм до 1,14 мм, щоб отримати вірний зеркальний зазор та роботу механізму гвинтівки. Проте, у важільній гвинтівці .32-20, яка має ствол .310, зброя буде працювати краще без зменшення товщини фланця гільзи. Оскільки домашня перезарядка є основним варіантом спорядження набоїв .310, багато стрільців використовують інше зменшення довжини гільзи .32-20 від 22,23 до 30,10 мм.